# Franco Chioccioli
Franco Chioccioli (født 25. august 1959 i Castelfranco di Sopra) er en tidligere italiensk professionel landevejscykelrytter. Højdepunktet i hans karriere, kom da han vandt Giro d'Italia i 1991.